# بورکی (استان اوپوله)
بورکی (به لهستانی:  Borki) یک روستا در لهستان است که در گمینا دوبژنگ ویلکی واقع شده‌است.